# Sex Museum
Sex Museum est un groupe espagnol de rock, originaire de Madrid.

## Histoire
Ils commencent en tant que groupe de rock autour de la scène mod madrilène, qui émerge dans l'ombre de la movida. Leurs premiers albums sont influencés par la musique noire — soul, rhythm and blues et rock 'n' roll —, le rock psychédélique et le garage rock, et en fait, ils apparaissent dans la vague du renouveau garagero des années 1980 en provenance des États-Unis. Depuis lors, leur son évolue vers un hard rock puissant de style seventies.
En 1997, après presque trois ans de tournées ininterrompues, ils décident de quitter le groupe pour une période de trois ans, pour revenir en 2000 avec l'album Sonic. Jusqu'en 2006, ils sortent un total de 11 albums, dont deux albums live et un split. Ils tournent dans toute l'Espagne et dans une bonne partie de l'Europe (ils sont bien connus de la scène underground en Suisse et en Allemagne). Ils participent également à de nombreux festivals nationaux — Espárrago Rock, Festimad ou Viña Rock — et internationaux — Beat ou Mania, à Munich —. En 1994, ils sont choisis par Deep Purple pour assurer la première partie de leur tournée espagnole.
Sex Museum est le seul groupe espagnol à figurer sur la couverture du magazine musical vétéran Ruta 66. Sur la couverture figurait le titre suivant : Sex Museum: ¿el mejor grupo rock español de los 90?.
Au cours de leurs plus de vingt ans d'activité, les membres du groupe mêlent leur carrière au sein de Sex Museum avec de nombreux projets parallèles, la plupart sans grand succès commercial et à un niveau underground, comme Los Coronas, Los Matadors, Wonderboys ou The Tubular Greens. Fernando Pardo travaille également comme producteur pour de nombreux groupes espagnols. 

## Discographie

### Albums studio
- 1989 : Independence (Romilar D)
- 1991 : Nature's Way (Fábrica Magnética)
- 1992 : Thee Fabulous Furry (Animal)
- 1992 : Fuzz Face (Fidias)
- 1993 : Sex Museum vs Los Macana (Romilar D)
- 1994 : Sparks (Roto Records)
- 1995 : Sum (Roto Records)
- 1995 : The Covers EP (Roto Recods)
- 2000 : Sonic (Locomotive Music)
- 2001 : SpeedKings (Locomotive Music)
- 2004 : Fly by Night (Locomotive Music)
- 2006 : United (Locomotive Music)
- 1995 : 15 Hits That Never Were (Locomotive Music)
- 2011 : Again and Again (Tritone)
- 2017 : Big City Lies (Tritone)
- 2018 : Musseexum (El Segell del Primavera)

### Singles
- 1987 : Ya es tarde' / Sexual Beast (Fidias)
- 1989 : Get Lost / Free Living (Romilar D)
- 1989 : I'm Moving» / Last Last (Romilar D)
- 1991 : Two Sisters / Liar (Fábrica Magnética)
- 1992 : Fabulous Furry / I'm So Glad (Animal)
- 2000 : P.V.C. / Brave Ulyses Goes Funky (Locomotive Music) avec cassette contenant le making of du disque Sonic
- 2004 : Whole Lotta Rosie (Locomotive Music)
- 2004 : Two Sisters (en directo) / Lets Go out (en directo) (Locomotive Music)
- 2006 : United (Locomotive Music)
- 2014 : Circles in the salt (Tritone)
- 2020 : Bailaré sobre tu Tumba (El Segell del Primavera, 2020)